# Brännstål

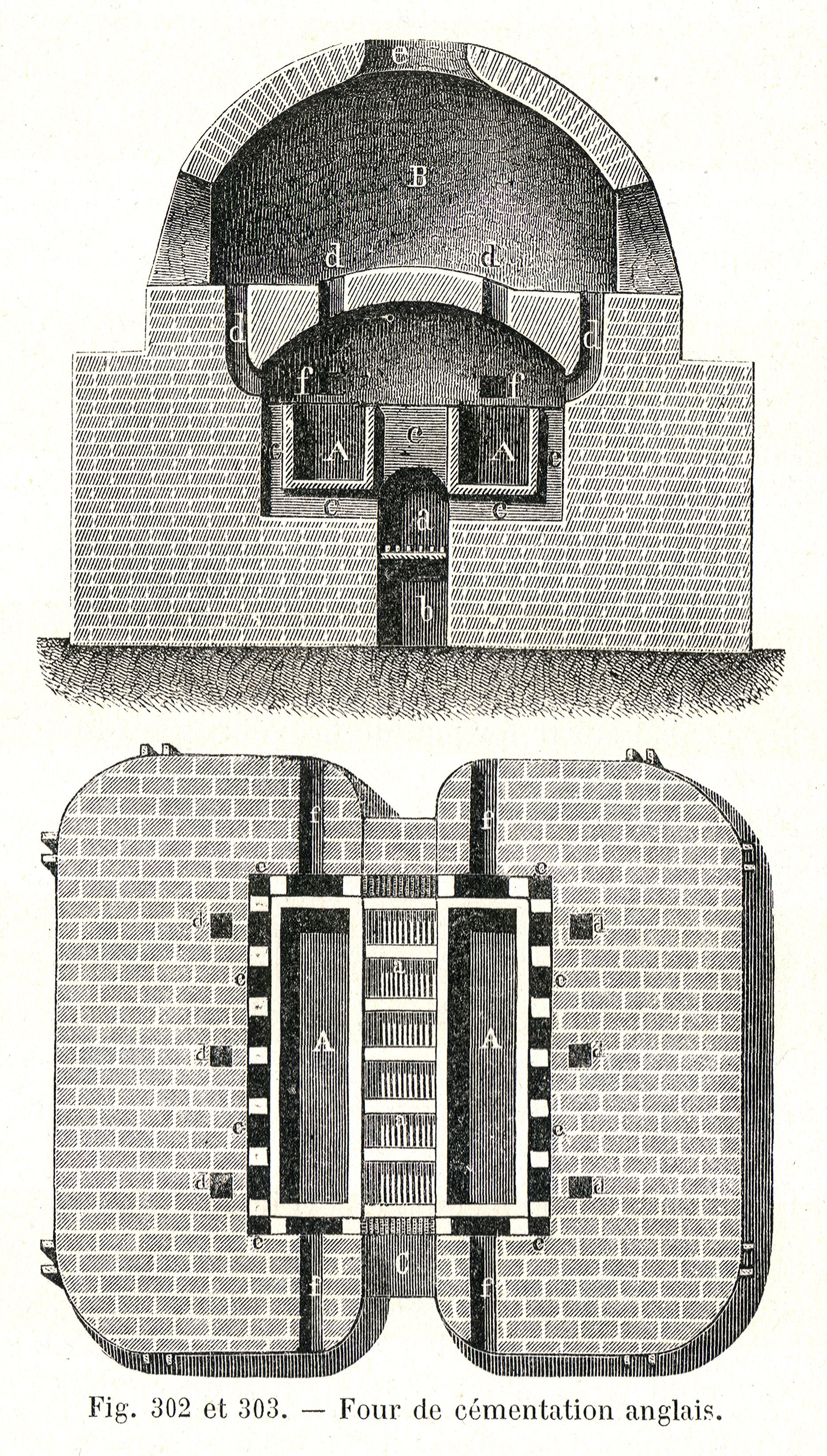
Engelsk flamugn för brännstålsberedning.

Brännstål var ett slags stål, som framställdes genom längre tids glödgning av i kolpulver inbäddat kolfattigt järn.

## Metod
Smidesjärn inpackas i kolpulver i en sluten låda av eldfast sten och sedan upphettas till vitvärme. Järnet upptar då kolet och blir stål. Har upphettningen endast kort varaktighet sker uppkolningen endast på ytan av järnbiten, det kallas för cementering. Är upphettningen långvarig sker uppkolning av hela järnstycket. Det är då fråga om brännstålsberedning.

## Sverige
I Sverige bereddes brännstål huvudsakligen för export till England (framförallt Sheffield), där det fungerade som råmaterial vid beredning av degelstål. Såsom råmaterial vid brännstålsberedningen tjänade vallonjärn, utsmitt till plattjärn av 100 mm bredd och 15 mm tjocklek. Dessa avhöggs i längder om 3 meter och inlades i kistor av eldfast tegel vilka hade en rymd av tre kubikmeter och var inmurade i en flamugn.